# ソウ ザ・ファイナル 3D
『ソウ ザ・ファイナル 3D』（原題：SAW 3D）は、2010年公開のアメリカ映画。『ソウ』シリーズの第7作目にして完結編。シリーズ初の3D作品でもある。

## 概要
監督は『ソウ6』に続いてケヴィン・グルタート。
日本の配給側はシリーズのプロデューサー、マーク・バーグに「本作が完結編となり、続編・外伝さらにビギニングも製作はしない」と確認をとったうえで「ファイナル」という邦題を決定した。
しかし、シリーズの新章として『ジグソウ：ソウ・レガシー』（原題：Jigsaw）が2017年に公開された。

## ストーリー
ジグソウのゲームの生存者ボビー・デイゲンは、その経験談をTVや著書などで語りカリスマ的な人気を得ていた。同じくゲームの被害者で生き残った者達はボビーの元に集う。その中には1作目の被害者であるゴードン医師もいた。その夜ボビーは突然拉致され、オリの中で目を覚ます。
一方、前作でジルの仕掛けたトラップをなんとか突破したホフマン刑事は、復讐に執念を燃やす。ジグソウの遺品も狙うホフマンから身を守るためジルは内務調査課のマット・ギブソンに保護を求める。
最後に「GAME OVER（ゲームオーバー）」を言うのは誰なのか。 ジグソウの最後の遺言がついに明かされる…。

## 登場人物

### 殺人鬼
ジグソウ / ジョン・クレイマー
演 - トビン・ベル、日本語吹替 - 石田太郎
連続殺人犯。死後も彼の仕事は続いている。
マーク・ホフマン
演 - コスタス・マンディロア、日本語吹替 - 仲野裕
ジグソウを引き継ぎ、暗躍する刑事。前作でジルに追い込まれヘッドギアによって顔面を負傷するが、なんとか生還する。彼女に復讐するためゲームとトラップを仕掛ける。
内務調査課のギブソンとはある因縁がある。

### ゲーム参加者
ボビー・デイゲン
演 - ショーン・パトリック・フラナリー、日本語吹替 - 藤原啓治
ゲームの生還者。生還した経験を本にして出版し、テレビのインタビューにも応じている。過去の生存者を集めた生還者の会を主催するが、その後何者かにさらわれゲームに参加させられる。大きな秘密を抱えている。
ジョイス・デイゲン
演 - ジーナ・ホールデン、日本語吹替 - 根谷美智子
ボビーの妻。ゲーム参加者。彼の秘密を知らない。
ケイル
演 - ディーン・アームストロング、日本語吹替 - 不明
ボビーの親友でマネージャー。ゲーム参加者。
ニーナ
演 - ナオミ・スニッカス、日本語吹替 - きっかわ佳代
ボビーの仲間で広報担当。ゲーム参加者。
スーザン
演 - レベッカ・マーシャル、日本語吹替 - 不明
ボビーの仲間で弁護士。ゲーム参加者。

### 警察
マット・ギブソン
演 - チャド・ドネラ、日本語吹替 - 桐本琢也
13分署に勤める内務調査官。ジルの証言によりジグソウ事件を続けているのはホフマン刑事であることを知り、捜査を始める。
制服警官の頃、自分を襲ってきたホームレスを「死刑」にしたホフマンをやむなく内部告発するが、ホフマンは昇進しギブソンは左遷される。その後、内務調査課に移動し、彼の部下を3人逮捕した。そのためホフマンに逆恨みされている。
ロジャース
演 - ローレンス・アンソニー、日本語吹替 - 木村雅史
ギブソンと共にジグソウ事件を担当する黒人調査官。
アダム・ヘフナー医師
演 - ジェームズ・バン・パッテン、日本語吹替 - 不明
13分署に勤める検死医師。4作目、6作目にも登場。
パーマー
演 - キム・シュレイナー、日本語吹替 - 不明
ギブソンと共にジグソウ事件を担当する女性調査官。

### その他の関係者
ジル・タック
演 - ベッツィ・ラッセル、日本語吹替 - 土井美加
ジョンの元妻。前作のラストでジョンの意志を継いでヘッドギアを用いてホフマンを殺そうとするが失敗する。復讐に燃えるホフマンから逃れるため、ギブソンに事件の真相を話す。
ローレンス・ゴードン
演 - ケイリー・エルウィス、日本語吹替 - 大塚芳忠
1作目で監禁されていた外科医。1作目のラストで右足を切断し、バスルームから脱出する。その後の行方は前作まで描写されることはなく不明だった。本作でボビーが催す生還者の会で遂に姿を見せる。
ブラッド
演 - セバスチャン・ピゴット、日本語吹替 - 不明
公衆の面前で行われたゲームの参加者。後に生還者の会に出席する。
ライアン
演 - ジョン・コア、日本語吹替 - 不明
公衆の面前で行われたゲームの参加者。後に生還者の会に出席する。
ディナ
演 - アン・グリーン、日本語吹替 - 不明
公衆の面前で行われたゲームの参加者。ブラッドとライアンに二股をかけていた。電動ノコギリで切断され死亡する。
エヴァン
演 - チェスター・ベニントン（リンキン・パーク）、日本語吹替 - 不明
車の修理工場に仕掛けられた別のゲームの参加者。人種差別者で、3人の仲間達とゲームに参加させられる。
ダン
演 - ドリュー・フィエルヘフェル、日本語吹替 - 丸山壮史
車の修理工場に仕掛けられた別のゲームの参加者。エヴァンの仲間の一人。
カーラ
演 - ギャビー・ウェスト、日本語吹替 - 藏合紗恵子
車の修理工場に仕掛けられた別のゲームの参加者。エヴァンの仲間の一人。
ジェイク
演 - ベンジャミン・クロスト、日本語吹替 - 不明
車の修理工場に仕掛けられた別のゲームの参加者。エヴァンの仲間の一人。
アダム・フォークナー
演 - リー・ワネル（カメオ出演）、日本語吹替 - 平田広明
1作目のゲーム参加者。元刑事タップの依頼でゴードンを調べていた。アマンダに殺される。
ゼップ・ヒンドル
演 - マイケル・エマーソン（カメオ出演）、日本語吹替 - なし
1作目のゲーム参加者。アダムに殺される。
アマンダ・ヤング
演 - ショウニー・スミス（カメオ出演）、日本語吹替 - なし
1作目のゲーム参加者で、ジョンの協力者。3でジェフ・レインハートに殺される。
ダニエル・マシューズ
演 - エリック・ナドセン（カメオ出演）、日本語吹替 - なし
2作目のゲーム参加者。エリック・マシューズの息子。
ザビエル・チャベス
演 - フランキー・G（カメオ出演）、日本語吹替 - 乃村健次
2作目のゲーム参加者。ダニエル・マシューズに殺される。
オビ・テイト
演 - ティム・バード（カメオ出演）、日本語吹替 - なし
2作目のゲーム参加者。ジョンに協力していた。2作目のトラップで下半身を焼かれ死亡した。
マイケル・マークス
演 - ノーム・ジェンキンス（カメオ出演）、日本語吹替 - 不明
2作目のゲーム参加者。「デス・マスク」トラップにより顔を串刺しにされた挙げ句顔を潰され命を落とす。
リン・デンロン
演 - バハー・スーメク（カメオ出演）、日本語吹替 - なし
3作目のゲーム参加者。ジョンの手術を成功させるが、アマンダに撃たれた後ショットガントラップにより命を落とす。
アート・ブランク
演 - ジャスティン・ルイス（カメオ出演）、日本語吹替 - なし
4作目のゲーム参加者。ダニエル・リッグに殺される。
トレバー
演 - ケヴィン・ラシュトン（カメオ出演）、日本語吹替 - 不明
4作目のゲーム参加者。トラップにより命を落とす。
スコット・マリック
演 - グレッグ・ブリック（カメオ出演）、日本語吹替 - なし
5作目のゲーム参加者。生還者の会に出席する。
ウィリアム・イーストン
演 - ピーター・アウター・ブリッジ（カメオ出演）、日本語吹替 - なし
6作目のゲーム参加者。トラップにより下半身を溶かされ命を落とす。
シモーネ
演 - タンデラ・ハワード（カメオ出演）、日本語吹替 - 不明
6作目のゲーム参加者。生還者の会に出席する。ジグソウに感謝しているシドニーを批判、その矛先をボビーにも向けた。
アディ
演 - ジャネル・ハチソン（カメオ出演）、日本語吹替 - なし
6作目のゲーム参加者。生還者の会に出席する。
エミリー
演 - ラリッサ・ゴメス（カメオ出演）、日本語吹替 - なし
6作目のゲーム参加者。生還者の会に出席する。
タラ・アボット
演 - ショーナ・マクドナルド（カメオ出演）、日本語吹替 - なし
6作目のゲーム参加者。生還者の会に出席する。
シドニー
演 - オルニケ・アデリイ、日本語吹替 - 不明
ジグソウのゲームの生存者。自殺志願者。生還者の会に出席し、ジグソウに感謝を示すがシモーネに批判される。
アレックス
演 - イシュ・モリス、日本語吹替 - 不明
シドニーと共にジグソウのゲームに参加。故人。
ジョアン
演 - ジョアンナ・ダグラス、日本語吹替 - 藏合紗恵子
ジグソウのゲームの生存者。テレビ番組で、その時の内容を話す。

## 製作

### 企画
2009年7月、『バラエティ』誌はライオンズゲートが『ソウ』の第7作目を3Dで製作し、5作目の監督のデヴィッド・ハックルが復帰する予定であると報じた。撮影監督はデヴィッド・アームストロングに代わってブライアン・ゲッジとなった。プリプロダクションは9月14日に始まった。
元々は第6作の続編を2作製作する計画であった。2009年12月、ポッドキャストによるパトリック・メルトンへのインタビューで、『ソウ ザ・ファイナル 3D』がシリーズ完結編となり、ゴードン医師や他の生存者の運命など、過去の作品で解明されていない謎が明かされることがわかった。『ソウ8』となる予定だったストーリーは『ソウ ザ・ファイナル 3D』に結合された。これは、『ソウ6』の興行成績が期待外れだったことが主な原因であるという。2010年7月22日、『USAトゥデイ』によるプロデューサへのインタビューで、本作でシリーズは正式に終了することが報じられた。
2010年1月、撮影開始が2週間前に迫っていた頃、ツイステッド・ピクチャーズはデヴィッド・ハックルを解任し、『パラノーマル・アクティビティ2』を監督する予定だったケヴィン・グルタートを『ソウ6』のときの契約条項を理由に強制続投させることが明らかになった。

### 撮影
前作までのそれぞれの製作費は1100万ドル以下に留まっていたが、本作は3Dで撮影するために高額となり、グルタートは「これまで最も高価な『ソウ』である」と言い、約1700万ドルになると見積もられている。主要撮影は2010年2月8日にトロントで始り、4月12日に完了した
。撮影にはSI3Dデジタルカメラシステムが使われた。

## ソフト化
全米で2011年1月25日に発売された家庭用ソフトは、2DのDVD、DVDとブルーレイのセット、3Dブルーレイの3形態で発売された。日本では同年3月に、DVD及びブルーレイが単体で発売された。

## 続編
前述のように、本作は『ソウ』シリーズの最終作として製作されたものであった。しかし、2016年2月、シリーズ第8作となる『Saw:Legacy』の製作が発表された。チャーリー・クロウザーは第8作目に関して「『ソウ』シリーズのリブート的な作品になる。そこでは、新しいキャラクターによって、新たな物語が展開される。」と述べた。2017年6月、第8作目のタイトルが『Jigsaw』に変更されるとの発表があった。邦題は『ジグソウ:ソウ・レガシー』とされ、日本公開は全米公開から2週間後の2017年11月10日予定。